# Stadion Miejski w Mladej Boleslavi
Stadion Miejski w Mladej Boleslavi (cz. Městský stadion Mladá Boleslav) – stadion piłkarski znajdujący się w mladoboleslavskiej dzielnicy Nové Město.
Stadion Miejski w Mladej Boleslavi powstał w 1968 roku, obecnie znajduje się w kompleksie obiektów sportowych, w którym oprócz głównego stadionu mieszczą się także:
- trzy pełnowymiarowe boiska treningowe (105 x 68 m, 105 x 68 m ze sztuczną nawierzchnią i oświetleniem, 116 x 76 m),
- dwa mniejsze boiska treningowe (45 x 25 m i 40 x 20 m)
- stadion lekkoatletyczny z tartanową bieżnią oraz boiskiem o wymiarach 90 x 60 m,
- hala sportowa TJ Škoda Auto,
- dmuchana hala sportowa (50 x 25),
- boiska siatkarskie,
- plac zabaw.

Po modernizacji z 2002 roku, stadion składa się z trzech trybun o łącznej pojemności 5000 miejsc siedzących. Wydzielony sektor dla zorganizowanych grup miejscowych kibiców liczy sobie 320, a sektor dla kibiców drużyny przyjezdnej 200 krzesełek. 30 miejsc przeznaczono dla dziennikarzy. Stadion wyposażony jest w sztuczne oświetlenie oraz podgrzewaną naturalną murawę. Wszystkie trzy trybuny są zakryte, a dach nad każdą z trybun jest oddzielną konstrukcją wykonaną z niebieskich łuków ze sztucznego tworzywa.
Stadion jest własnością miasta, a mecze na nim rozgrywa drużyna FK Mladá Boleslav.